# René Hislaire
Pour les articles homonymes, voir Hislaire (homonymie).
René Hislaire (1891-1951) est un journaliste, patron de presse et haut fonctionnaire belge. Il a dirigé plusieurs quotidiens belges cél̠èbres de l'entre-deux guerres, La Nation belge puis L'Indépendance belge et fut directeur de cabinet, du premier ministre belge Paul van Zeeland.

## Biographie
Après une carrière dans plusieurs journaux, René Hislaire, venu de l'extrême-droite catholique belge, adopte ensuite un profil plus centriste. Catholique fervent, il a été rédacteur en chef de La Nation belge, un journal quotidien d'union nationale fondé en 1918 par son oncle, Fernand Neuray, grand nom du journalisme belge et ex-rédacteur en chef du journal Le Vingtième Siècle.
René Hislaire prend en 1931 la direction de L'Indépendance belge, un quotidien réputé sur la scène internationale, et devient également rédacteur en chef. Il y fait venir son oncle et ex-employeur Fernand Neuray, pour des chroniques artistiques[réf. incomplète]. La "bonne vieille Indépendance Belge" est alors "reprise et rajeunie" par René Hislaire, raconte Fernand Demany, dans La Chasse aux canards: souvenirs de journalismes[réf. incomplète]. En 1935-1936, il devient chargé du service de presse puis chef de cabinet du Premier ministre Paul van Zeeland. Le gouvernement convainc Solvay, un des principaux industriels belges, d'acheter le quotidien que dirigeait René Hislaire.[réf. nécessaire]
Pour consolider le soutien affiché du journal à Paul Van Zeeland, René Hislaire redevient journalisteInterprétation abusive ? et constitue en 1937 un consortium regroupant plusieurs journaux, entre autres, L'Étoile belge, le Neptune d'Anvers et le Moniteur des Intérêts matériels. Sous sa direction, L'Indépendance belge devient le "quotidien officieux des gouvernements d’Union nationale" mais reste en 1938, avec 20000 exemplaires, l'un des principaux quotidiens de Bruxelles. 
En février 1938, ses reportages, repris par plusieurs titres du consortium, constatent que la montée du IIIe Reich tient plus à la personnalité très populaire d'Adolf Hitler qu'aux nazis. Il a couvert plusieurs congrès du parti national-socialiste allemand à Nuremberg et les Jeux Olympiques de Berlin de 1936, manifestations qui lui "ont inspiré une aversion profonde pour le nazisme et convaincu que jamais, ses enfants ne fréquenteraient une école dans un pays occupé par des nazis".
Lors de l’invasion allemande de la Belgique le 10 mai 1940, il se réfugie aux États-Unis d'Amérique. À New-York, il fonde Belgium (journal), un bulletin de liaison qui rassemble des personnalités belges exilées, en liaison avec le Gouvernement belge en exil. Lorsque Théo Fleischman lance l'émission de programmes par Radio Belgique, en français et en néerlandais, destinés à la Belgique, une section fut créée à New-York sous la direction de René Hislaire. Dans un article de janvier 1942 de Belgium (journal), il évoque les principes de "Libre examen", fondement de la pensée à l'Université Libre de Bruxelles.
Il sera ensuite correspondant du quotidien Le Soir après la guerre. Sa fille Marie-France a épousé le diplomate français Xavier de La Chevalerie, en poste à New York apr̠ès avoir servi en Afrique et sous les ordres du Général Leclerc.